# Едді Ґустафссон
Едді Ґустафссон (швед. Eddie Gustafsson, * 31 січня 1977, Філадельфія) — шведський футболіст, що грав на позиції воротаря за низку шведських та норвезьких команд, австрійський «Ред Булл», а також національну збірну Швеції.

## Клубна кар'єра
Вихованець футбольної школи клубу «Стокгольм». Дорослу футбольну кар'єру розпочав у 1994 році в основній команді того ж клубу, в якій провів один сезон, взявши участь лише у 4 матчах чемпіонату.
Своєю грою за цю команду привернув увагу представників тренерського штабу клубу «Норрчепінг», до складу якого приєднався у 1995 році. Відіграв за команду з Норрчепінга наступні шість сезонів своєї ігрової кар'єри.
У 2002 році уклав контракт з норвезьким клубом «Молде», у складі якого провів наступні два роки своєї кар'єри гравця. Більшість часу, проведеного у складі «Молде», був основним голкіпером команди.
Згодом з 2005 до 2009 року грав у складі команд норвезьких «Гамаркамератене» та «Люна».
2009 року перейшов до австрійського «Ред Булл». Спочатку був основним воротарем зальцбурзької команди, проте навесні 2010 отримав важку травму (перелом ноги), після якої повернувся на поле лише у 2011, утім так і не повернувши своє місце в основному складі команди. Грав за «Ред Булл» до 2014 року, в якому завершив професійну ігрову кар'єру. В останні року був здебільшого дублером німця Александера Вальке та угорця Петера Гулачі.

## Виступи за збірну
У 2000 році дебютував в офіційних матчах у складі національної збірної Швеції. За наступні десять років провів у формі головної команди країни лише 10 матчів.

## Досягнення
- Чемпіон Австрії: 2009, 2010, 2012, 2014